# Lake Pontchartrain

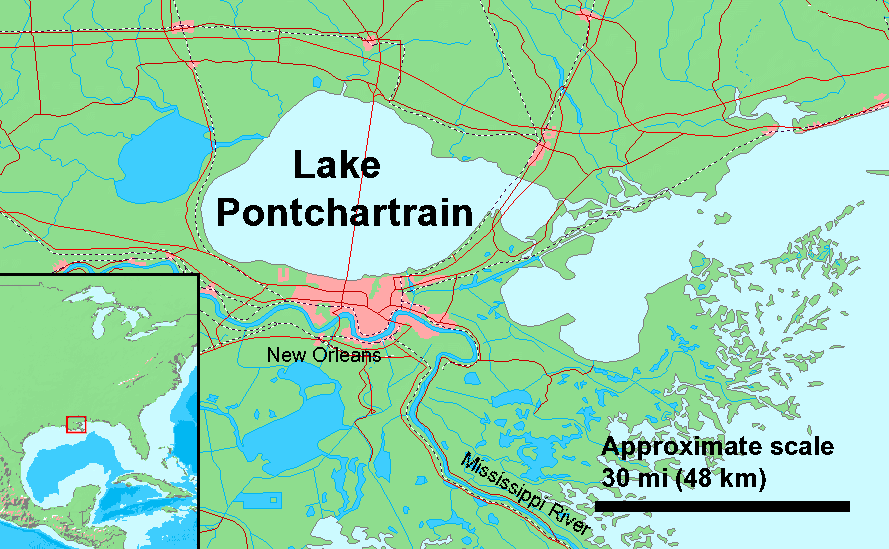
Karte von Lake Pontchartrain

Der Pontchartrain-See (englisch Lake Pontchartrain [leɪkˈpɑːntʃətɹeɪn]) im Südosten von Louisiana ist ein Brackwassersee und nach dem Großen Salzsee der zweitgrößte Salzwassersee der Vereinigten Staaten.
Der Pontchartrain-See ist eigentlich kein See und auch kein Stausee, sondern eine Lagune. Die tiefer liegende Stadt New Orleans wird durch bis zu sechs Meter hohe Deiche vor einer Überflutung durch den See geschützt.

## Geographie
Der See ist weitgehend oval mit einer Ost-West-Ausdehnung von etwa 64 km, einer Nord-Süd-Ausdehnung von 38 km, einer Fläche von 1839 km² und einer durchschnittlichen Tiefe von 3,65 m bis 4,26 m (an Schifffahrtsrouten teilweise künstlich vertieft). Er ist damit etwa dreimal so groß wie der Bodensee. Im Süden liegt New Orleans, im Norden Mandeville und Madisonville, im Nordosten Slidell. Im Westen ist der Pontchartrain-See über einen Kanal mit dem Lake Maurepas verbunden; im Osten über die Rigolets mit dem Lake Borgne, einer Lagune des Golfs von Mexiko. Der Salzgehalt des Sees variiert – je nach Ort – von „vernachlässigbar“ bis zur Hälfte des normalen ozeanischen Salzgehalts.
Der Pontchartrain-See und weitere Seen bilden das Mündungsgebiet des Mississippi River. Dieses entwässert das Pontchartrain-Becken, ein 12.000 km² großes Gebiet auf der östlichen (linken) Seite des Flusses. Ein Drittel der Bevölkerung Louisianas wohnt in diesem Becken. Der See dient als vielfältiges Erholungsgebiet.

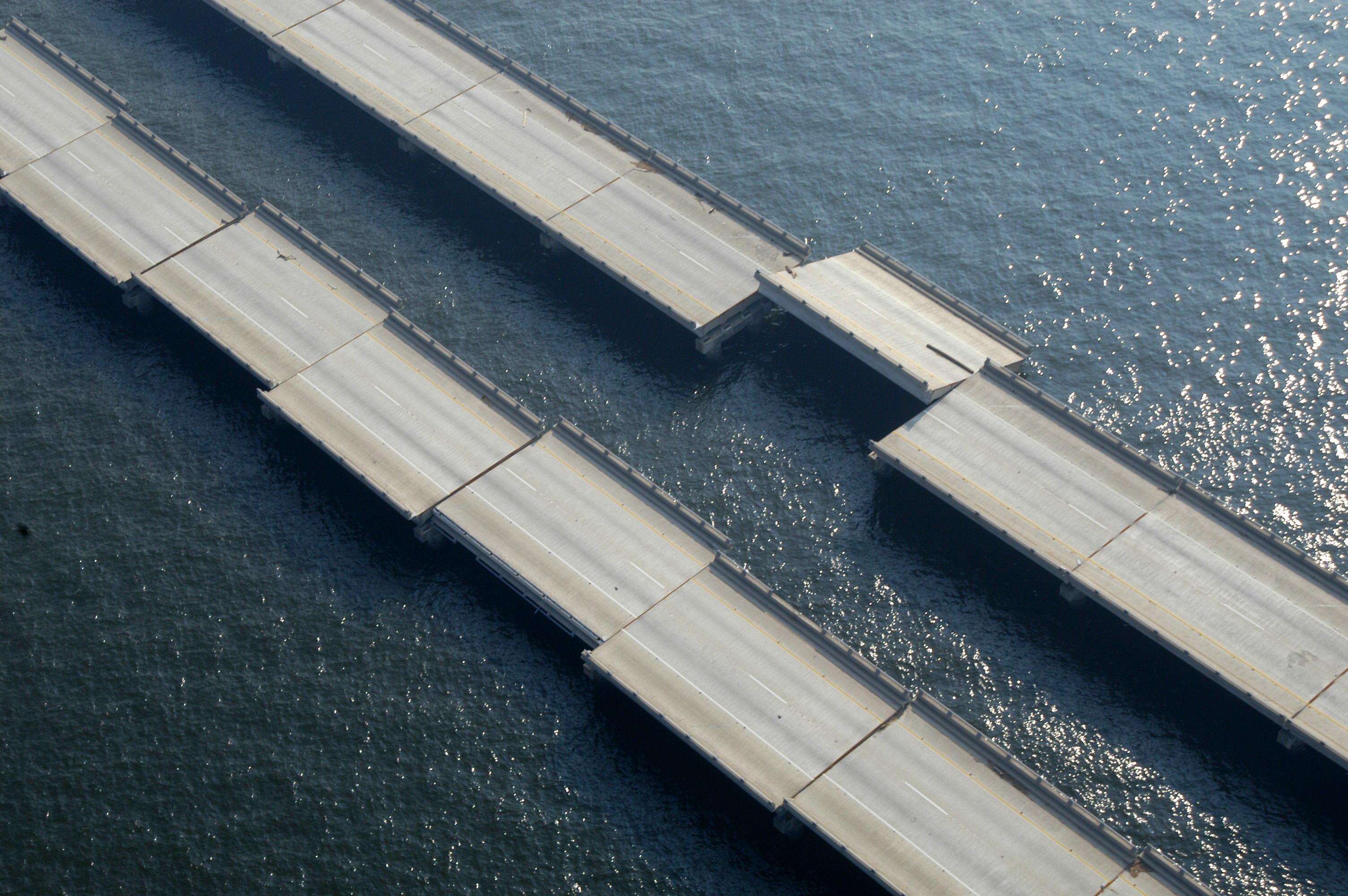
Verrutschte Brücken-Elemente nach Hurrikan Katrina

Der Pontchartrain-See erlangte weltweite Bekanntheit, als am 30. August 2005 während des Hurrikans Katrina mehrere Deiche brachen und New Orleans unter Wasser setzten. Einer der Deichbrüche geschah direkt am Seeufer, andere an mehreren Kanälen (Industrial, 17th Street und London Street Canal), die den See mit dem Stadtinneren verbinden. Die Länge des Deichbruchs wurde erst mit 50–60 m, später mit 91 m angegeben. Erst rund eine Woche später konnten die Lecks vom United States Army Corps of Engineers, dem Pionier-Korps der Armee, geschlossen werden.

## Name
In einigen Sprachen der amerikanischen Ureinwohner hieß der Pontchartrain-See Okwa-ta („Breites Wasser“), auch in der Sprache der Houma, welche im angrenzenden Bayou St. John gesiedelt hatten. Seinen jetzigen Namen erhielt der See 1699 vom französischen Entdecker Pierre Le Moyne d’Iberville zu Ehren von Louis II. Phélypeaux de Pontchartrain, zu dieser Zeit französischer Marineminister und Kanzler.

## Entwicklung des Verkehrs über die Lagune
Noch unter spanischer Herrschaft über Louisiana wurde 1794 der Carondelet-Kanal gegraben, von der Lagune zum damals noch französischen New Orleans. Bis Ende des 19. Jahrhunderts blieb dann der Pontchartrain-See ein wichtiger Wasserverkehrsweg und hatte mehrere Häfen. Ein Überbleibsel der Häfen ist das Port Ponchartrain Lighthouse, der 1855 errichtete Leuchtturm zum Hafen des nicht mehr existierenden Ferienortes Milneburg. Er diente nach Erlöschen seines Leuchtfeuers 1929 dem Ponchartrain Beach & Amusement Park als Büro, bis auch der Vergnügungspark verschwand zugunsten eines Technologieparks bei dem alten Turm.
Am 25. Februar 1964 stürzte eine Verkehrsmaschine vom Typ Douglas DC-8 des Eastern-Air-Lines-Flugs 304 beim Anflug auf den am Seeufer gelegenen Lakefront Airport in die Lagune. Dabei wurden alle 58 Insassen getötet, unter anderem der Sänger und Schauspieler Kenneth Spencer und die französische Frauenrechtlerin Marie-Hélène Lefaucheux.
Über den See führt eine 40 km lange Doppelbrücke, die seit 1956 New Orleans mit Covington verbindet. Die neuere der beiden Brücken, der Lake Pontchartrain Causeway II, wurde 1969 eröffnet. Die Brücke ist die zehntlängste Brücke der Welt. Die mit dem Hurrikan Katrina 2005 verbundene Flut in der Lagune löste mehrere fahrbahntragende Betonelemente der Brücke durch deren Aufschwimmen auf den Wassermassen von den Brückenpfeilern. Der bauliche Fehler war, dass unter einigen Brückenelementen ein großer abgeschlossener Lufthohlraum entstand, welcher den Auftrieb durch die Wassermassen erhöhte. Die Brücke wurde kurze Zeit später repariert, denn sie ist eine der wichtigste Zufahrten in die Hafenstadt New Orleans.
Über den Lake Ponchartrain führt auch eine Hochspannungsfreileitung, deren Maste auf Caissons stehen. Sie gilt als ein Beispiel für die Veranschaulichung der Erdkrümmung.

## Umwelt und Natur
Im See leben mehr als 125 Arten von See- bzw. Wasserlebewesen – unter anderem Sardellen, Haie und Alligatoren. Die umliegende Feuchtlandschaft wird von Ottern, Wildschweinen, Enten und Adlern bewohnt.
Bis 1991 wurden Rohstoffe für Zement und Asphalt vom Seegrund gebaggert.
Der Pontchartrain-See litt schon seit langem an Umweltbelastungen, durch Auspumpen der Stadt New Orleans nach dem Hurrikan Katrina sind große Mengen von verschmutztem Wasser in den See gelangt.

## Kulturelle Würdigung

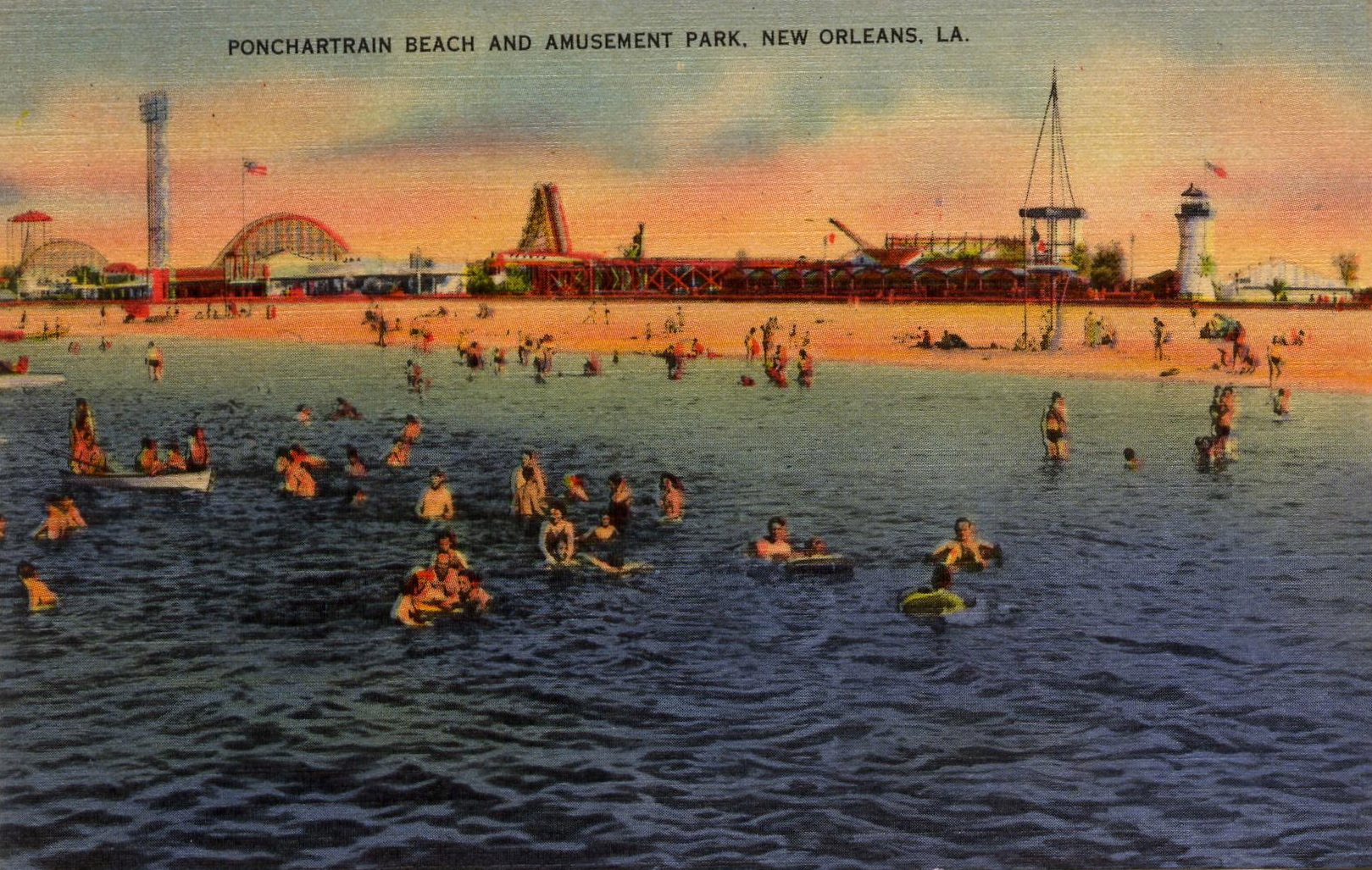
Ansicht vom Badevergnügen am Strand mit Vergnügungspark beim alten Leuchtturm von Milneburg

- The Lakes of Ponchartrain ist eine Ballade der US-Volksmusik des 19. Jhdt. und erzählt eine Liebesgeschichte, welche sich um die Seen im Ponchartrain-Becken abspielt.
- Ponchatrain war eine Komposition von Jelly Roll Morton, einem der bedeutenden Jazz-Pioniere aus New Orleans.[3] Die Musik ahmt in Teilen Geräusche eines fahrenden großen Raddampfers auf dem See nach.